# Chloridolum robusticolle
Chloridolum robusticolle là một loài bọ cánh cứng trong họ Cerambycidae.